# Otger d'Escòcia
Edgard d'Escòcia (gaèlic escocès: Étgar mac Maíl Choluim, antic nòrdic: Eadgar Margotsson, 1074 – 8 de gener de 1107) fou rei d'Escòcia, successor del seu oncle Donald III d'Escòcia.
Fill de Malcolm III d'Escòcia i santa Margarida d'Anglaterra, aconseguí instal·lar-se al tron amb suport del rei Guillem II d'Anglaterra, al qual hi hagué de presentar vassallatge, però això no evitaria que els celtes de Moray a Galloway sempre presentessin pretendents al tron. Edimburg, ciutat ja molt anglitzada i amb influència normanda i feudal, començarà a ser la capital permanent del regne, cosa que permetrà als normands d'influir en els afers interns escocesos.